# El Manatí

Le site d'El Manatí est situé au cœur de la «zone métropolitaine» olmèque

El Manatí est un site archéologique olmèque dans l'état mexicain de Veracruz, à 17 km au sud-est du grand site olmèque de San Lorenzo (Mexique). Ce site se trouve sur le territoire de la municipalité d'Hidalgotitlán.

## Présentation
Son nom lui vient du «cerro Manatí», une éminence au milieu de la plaine alluviale du fleuve Coatzacoalcos. Au pied de la colline jaillissent plusieurs sources. Le site fut découvert par hasard en 1987 par des habitants d'un village voisin qui souhaitaient construire un vivier et mirent au jour des nombreux artefacts et des restes humains. De nombreuses saisons de fouilles furent menées par les archéologues Maria del Carmen Rodríguez et Ponciano Ortiz de l'INAH de Mexico. L'existence du site, un sanctuaire en plein air, a connu trois phases : Manatí A (environ 1600-1500 av. J.C., Manatí B (1500-1200 av. J.-C.) et Mayacal (1200-1000 av. J.-C.).
La notoriété du site est due tant à la qualité des fouilles extrêmement minutieuses qu'aux informations qu'elles apportent sur les débuts de la civilisation olmèque.
Au cours de la phase la plus ancienne (Manatí A), le lit de la source fut couvert d'une couche de blocs de grès. De nombreux récipients en céramique brisés y ont été retrouvés. On peut supposer qu'il s'agit d'offrandes jetées dans la source. De même, des haches de jadéite («celts» dans la littérature en anglais) soigneusement polies, des perles de jade et des balles de caoutchouc - les exemplaires les plus anciens de ce type en Mésoamérique - qui semblent indiquer l'existence du jeu de balle à cette époque reculée. 
Au cours de la phase Manatí B, on retrouve des haches polies, mais le rituel est devenu plus élaboré : au lieu d'être jetées dans la source, elles sont soigneusement disposées, par exemple en pétales de fleur. On trouve également des balles de caoutchouc, mais la poterie est absente.
Au cours de la dernière phase du site eut lieu une offrande massive de 37 bustes en bois de ceiba, enveloppés dans des nattes de fibres végétales, créant ainsi des conditions anaérobies qui ont préservé le bois de la décomposition. La datation par le carbone 14 a permis de situer l'origine de deux statuettes aux environs de 1200 av. J.-C. Les bustes étaient accompagnés de restes généralement démembrés d'enfants et de nouveau-nés, ce qui porte à penser que les olmèques pratiquaient déjà les sacrifices d'enfants associés à l'eau et à la fertilité, une pratique courante en Mésoamérique jusqu'aux Aztèques.